# خرچنگ‌های مانداب
خرچنگ‌های مانداب (نام علمی: Grapsoidea) نام یک بالاخانواده از فروراسته خرچنگ است.